# مدرسة هايدلبرغ
مدرسة هايدلبرغ The Heidelberg School من مدارس علم النفس، وهي منبثقة عن المدرسة الكنطية الحديثة في علم النفس، واشتهرت هذه المدرسة في الدراسات النفسية بأنها تقع بين المنهج النوموتاوي الكاشف للقوانين والمبادئ العامة؛ أي أنه يبحث في النشاط النفسي ككل، وبين المنهج الإيديوجرافي الذي يستخدم في دراسة الحالات الفردية.

## معرض صور

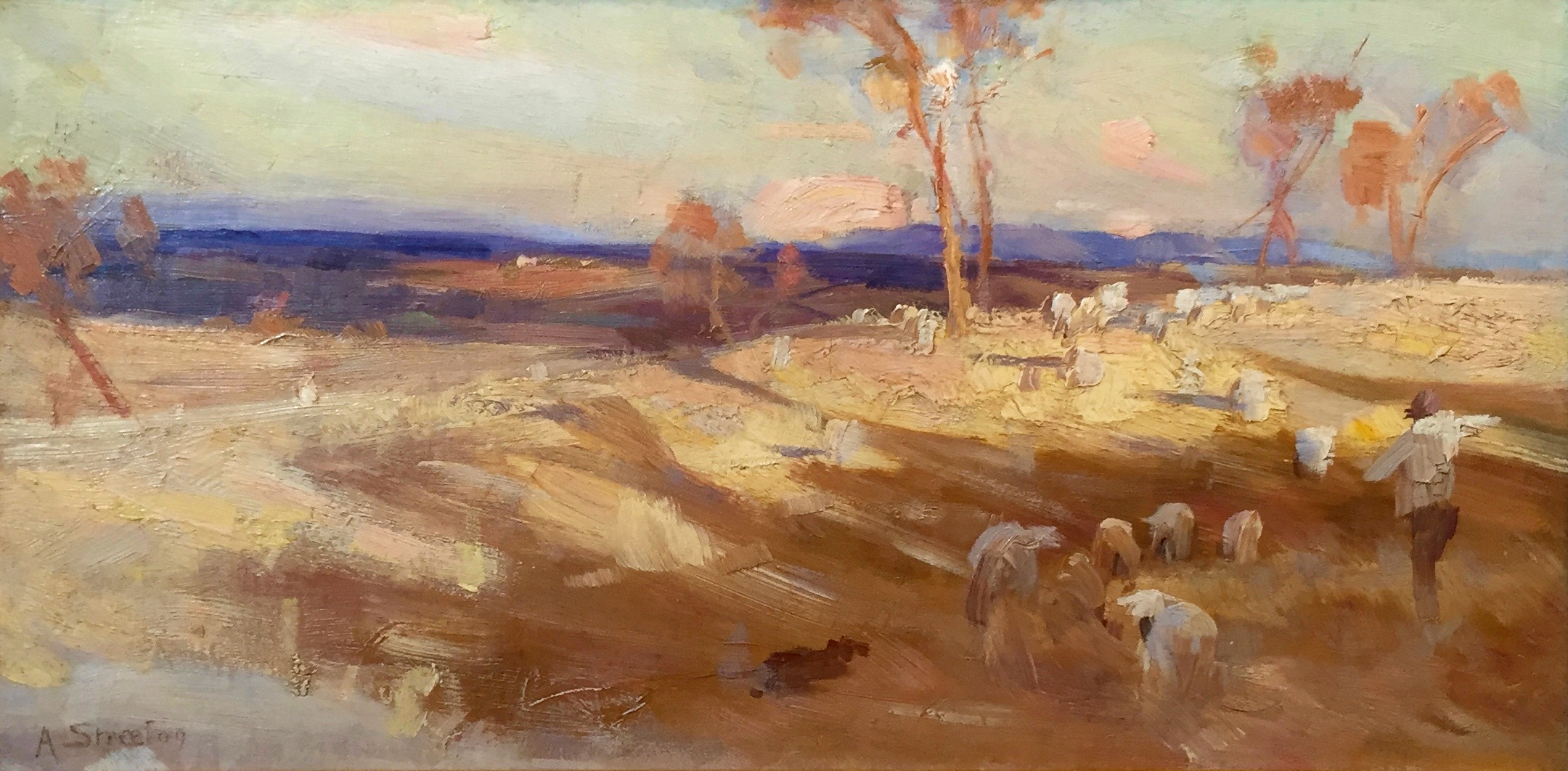
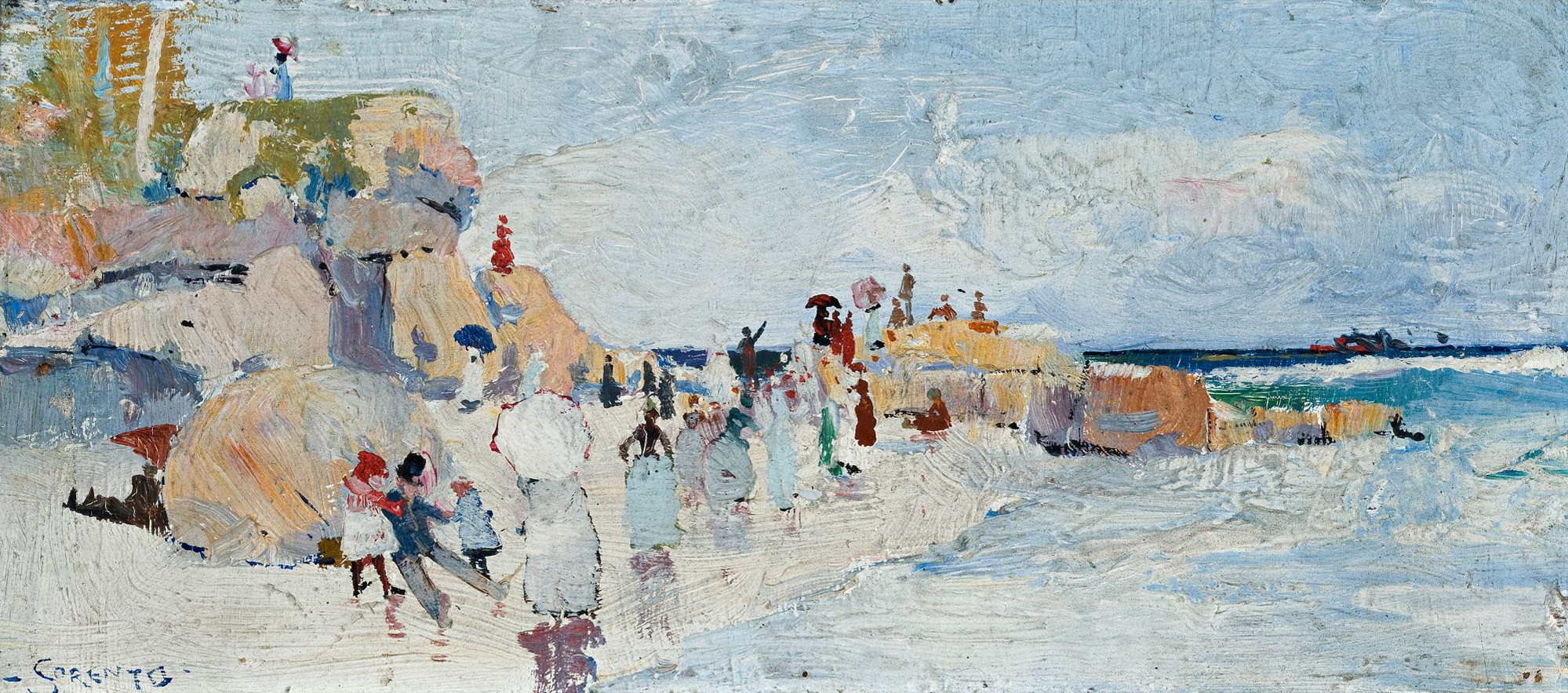
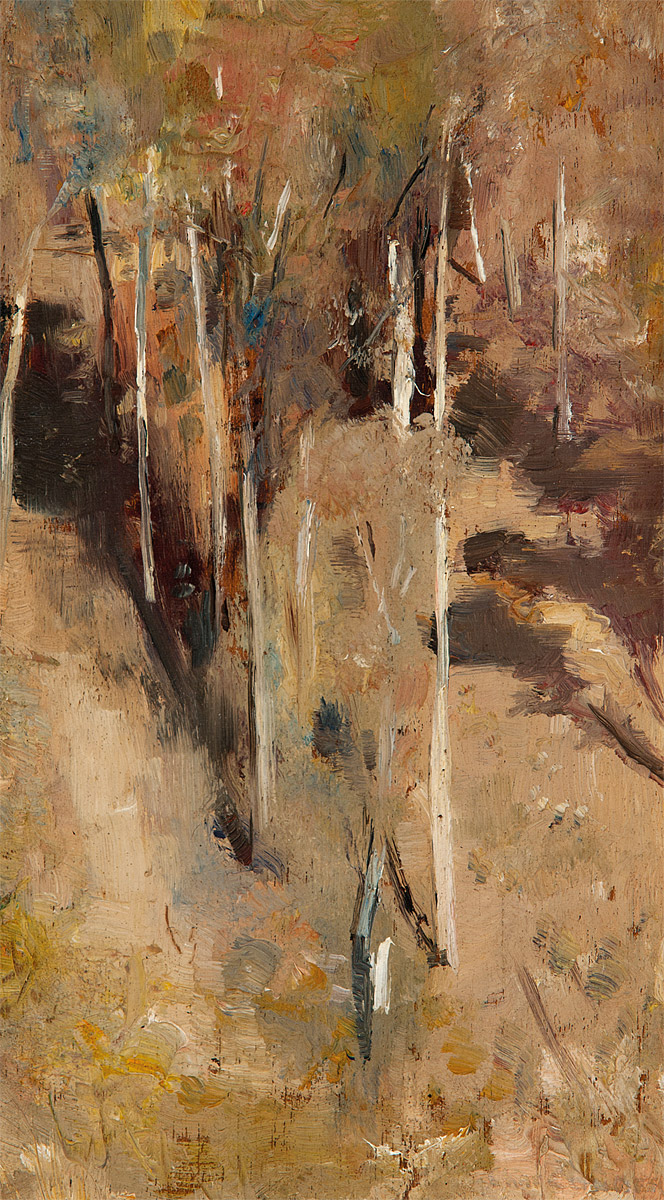
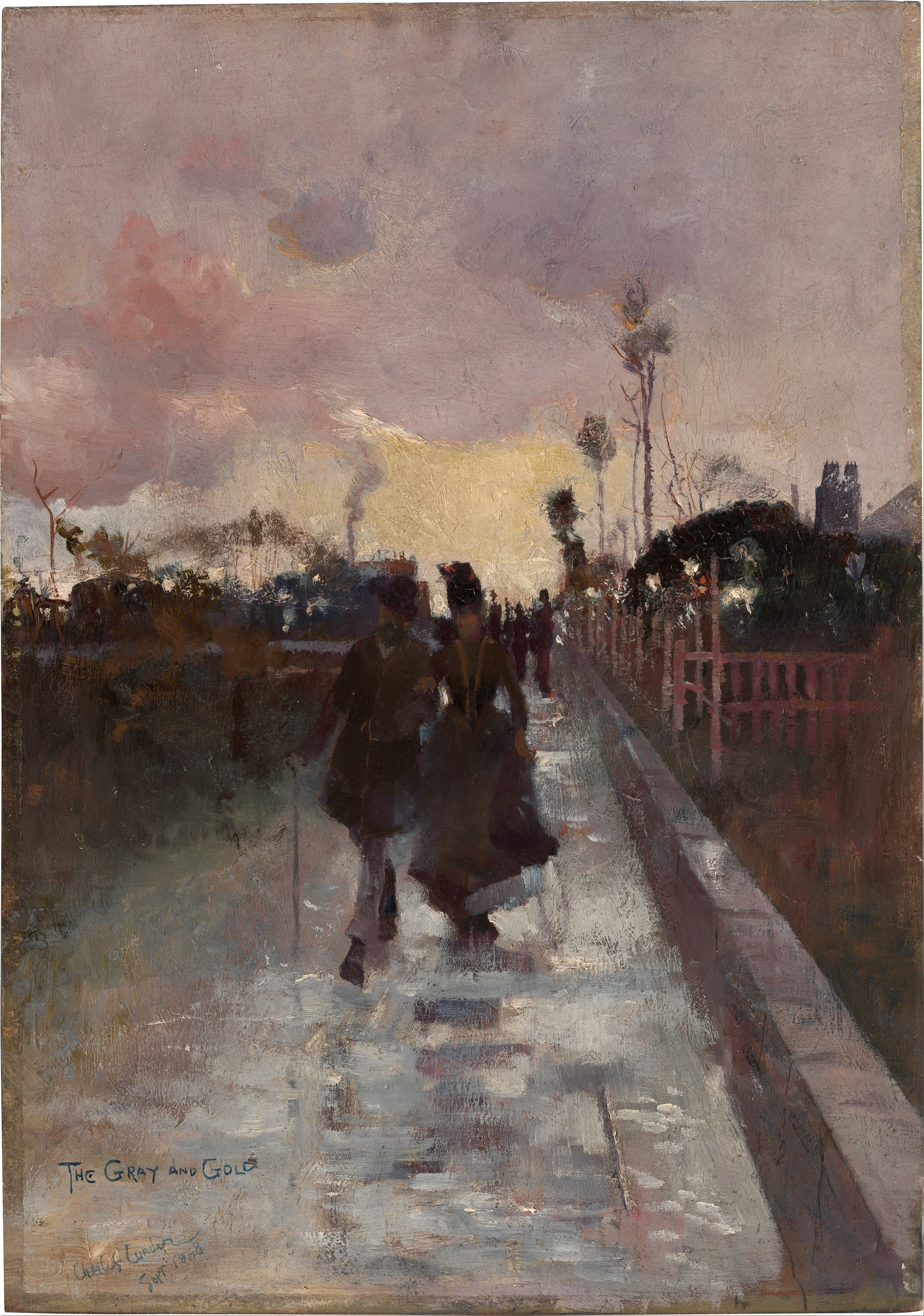
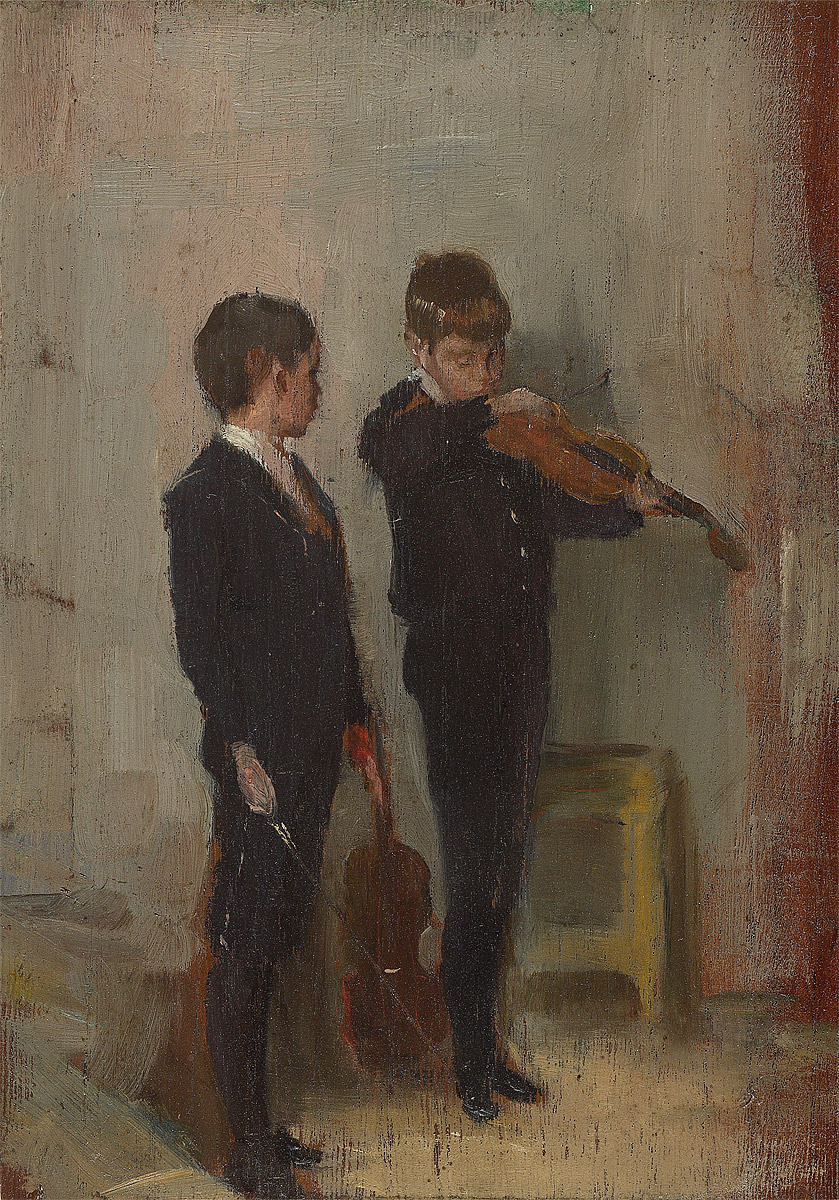
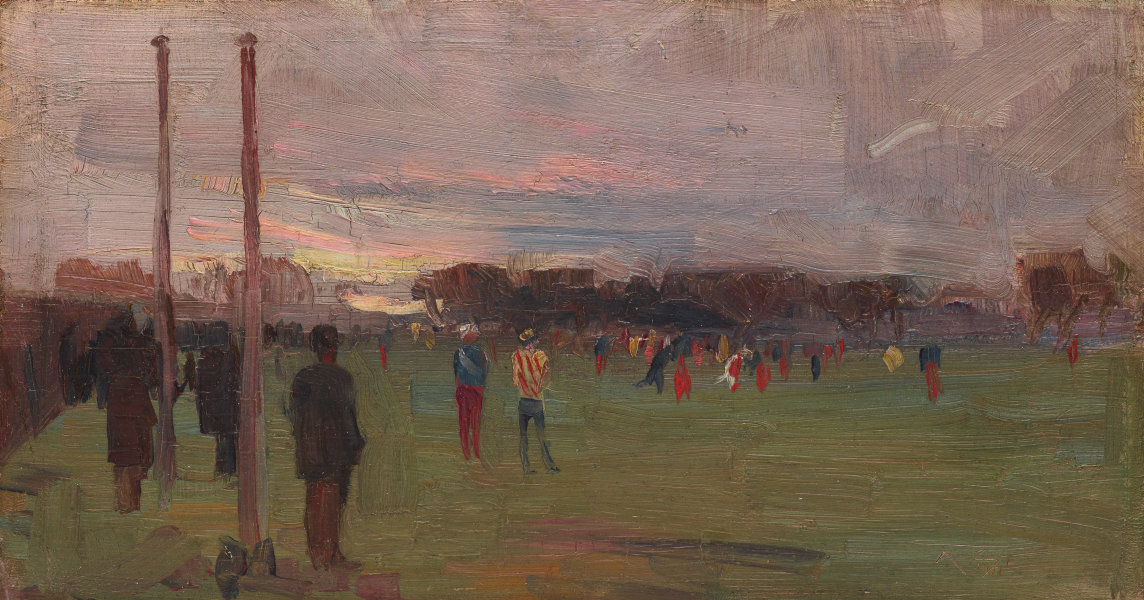

## أبرز علمائها
- فينديلباند.
- ريكرت.